# Parafia Ducha Świętego w Lantana
Parafia Ducha Świętego (ang. Holy Spirit Parish) – parafia rzymskokatolicka położona w Lantana, Floryda, Stany Zjednoczone. 
Jest ona wieloetniczną parafią w diecezji Palm Beach z mszą św. w j. polskim dla polskich imigrantów.
Parafia została poświęcona Duchowi Świętemu.